# Doat Alaman
Doat Alaman est un gestionnaire de bien médiéval. Il s'est occupé de la partie administrative et financière du comté de Toulouse, au profit du comte Raymond VI. Il peut aussi porter le nom latin de Deodatus Alamannus

## Biographie

### Origine familiale
Il pourrait être issu d'une famille de Penne et un de ses aïeux pourrait être Arnaud Alaman, dépossédé du Castelviel, lors de la paix signée entre Raymond V comte de Toulouse et Raimond Ier Trencavel.
Les textes connus ne renseignent pas sur les années de naissance et de mort de Doat, seule la piste des actes datés permet de connaitre son époque de vie. Dans un essai de généalogie, Charles Higounet le pense fils de Bernard Alaman et petit-fils d'Arnaud Alaman.
Doat est son prénom occitan, mais les textes en mentionnent les versions latines : Deodatus, Donatus ou Doatus. Le nom de famille varie d'Alaman, à Alamannus ou Alemannus.

### Mariage
Il est marié à Fine. Ils ont deux fils Sicard et Doat le Jeune lors de la succession. Un troisième, Guilhem-Aton, est mort avant son  père, mais est cité dans le testament.
Pour Charles Higounet, Fine appartenait probablement à la famille de Lautrec, au vu des terres de sa dot sur Puybegon et Graulhet et au prénom Sicard, courant chez les Lautrec, qu'elle donne à son fils aîné. En revanche, elle ne devait pas être trop proche parente des seigneurs de Lautrec, sinon le mariage de son fils Sicard avec Béatrix, fille de Sicard VI de Lautrec, aurait été dénoncé par les autorités ecclésiastiques.

### Au service de Raymond VI
La première mention de Doat est 1194. Il occupe une position assez élevée en Albigeois puisqu'il est choisi avec trois autres seigneurs locaux pour délimiter les pouvoirs et droits respectifs du comte de Toulouse Raymond VI et l'évêque d'Albi Guillaume V de Pierre de Brens.
À partir de 1196, son nom apparait en signature des actes administratifs du comte. En 1209, il est témoin du testament du comte, ce dernier prenant ses précautions à l'aube du conflit qui se préparait. Durant la croisade des Albigeois, il se range naturellement aux côtés de son suzerain. En 1211, il recueille l'allégeance au comte des seigneurs de Rabastens et quelques mois plus tard, prend la tête des combattants à Gaillac contre Baudouin de Toulouse, frère du comte et allié des croisés du nord de la France. À cette occasion, il perd son domaine qu'il ne récupère qu'en 1216 et une décision du pape Innocent III. En 1223, sa bastide de Labastide est ravagée par Amaury de Montfort.
En 1222, le vieux comte meurt et se trouve remplacé par son fils Raymond VII. Après 1223, Doat âgé disparait des actes. Il est permis de supposer que c'est par son entremise que son fils Sicard Alaman entre au service du jeune comte.
Il a probablement vécu jusqu'en 1234, sa succession ayant lieu le 17 janvier 1235.

### Fortune personnelle
On ne sait rien de ce dont il hérite de ses parents. En revanche, sa propre succession donne un inventaire assez exhaustif.
Il fonde deux bastides près d'Albi, sur un domaine au nord du Tarn auquel il a un accès.
Celle de Labastide dont le nom devient Labastide-Montfort, peut-être en 1223, revient à son fils aîné Sicard. Elle est aujourd'hui Labastide-de-Lévis. L'héritage comporte aussi le territoire correspondant aux communes de Labastide-de-Lévis, Senouillac et Sainte-Croix. Des droits sur Gaillac et Lagrave, un fief à Saint-Sulpice-la-Pointe et la dot de sa mère Fine sur Puybegon et Graulhet complètent le lot.
La seconde bastide, Villeneuve-Alaman, aujourd'hui Villeneuve-sur-Vère, revient à son cadet Doat le Jeune. Il hérite d'un domaine d'un seul tenant qui couvre approximativement les communes de Fayssac, Cestayrols, Villeneuve-sur-Vère, Noailles, Cahuzac-sur-Vère, Vieux et Bernac.

## Sources